# 片山津本町站
片山津本町站（日语：／ Katayamazumotomachi eki */?）是位於石川縣加賀市片山津町，北陸鐵道片山津線（加南線）的鐵路車站（廢站）。此站是片山津線唯一中途站。

## 概要
片山津線電動列車從動橋站出發，順序首先轉右、轉左再轉右，經過三個約90度彎位後便到達終點站片山津站。此站位於第三個彎位處。此站的站名牌中，鄰站是平假名寫法是和，與實際車站平假名有所出入。

## 歷史
- 1922年（大正11年）11月23日：片山津本村站（日语：／）啟用（在馬車鐵路時代有否設置此站的資料不詳）[1]。
- 1943年（昭和18年）10月13日：在合併後成為北陸鐵道片山津線車站。
- 1951年（昭和26年）3月15日：改名為片山津本町站。
- 1971年（昭和46年）7月11日：片山津線廢除，此站也被廢除[1]。

## 車站構造
此站是無人車站，設有1面1線的單式月台。

## 現狀
路軌遺址變為道路，車站遺址變為空地。在2008年（平成20年）5月1日廢除的電車替代巴士站名稱，日文讀法為「かたやまづほんまち」與此站的日文讀法有差異。

## 相鄰車站
北陸鐵道
片山津線
動橋－片山津本町－片山津

## 注腳
1. 1 2  今尾惠介《日本鐵道旅行地圖帳》6號 北信越（新潮社、2008年）p.27

## 相關項目
- 日本鐵路車站列表 Ka